# Prykarpattia-Tepłowyk Iwano-Frankiwsk
Prykarpattia-Tepłowyk Iwano-Frankiwsk (ukr. ФК «Прикарпаття-Тепловик» Івано-Франківськ) – ukraiński klub piłkarski, mający siedzibę w mieście Iwano-Frankiwsk, na zachodzie kraju, grający od sezonu 2020/21 w rozgrywkach ukraińskiej Amatorskiej ligi.

## Historia
Chronologia nazw:
- 1998: Tepłowyk Iwano-Frankiwsk (ukr. ФК «Тепловик» Івано-Франківськ)
- 2012: Nika-Tepłowyk Iwano-Frankiwsk (ukr. ФК «Ніка-Тепловик» Івано-Франківськ) – po fuzji z Nika Iwano-Frankiwsk
- 2014: Tepłowyk Iwano-Frankiwsk (ukr. ФК «Тепловик» Івано-Франківськ) – po rozpadzie fuzji
- 2015: Tepłowyk-DJuSSz-3 Iwano-Frankiwsk (ukr. ФК «Тепловик-ДЮСШ №3» Івано-Франківськ)
- 2016: część klubu reorganizowano w Prykarpattia Iwano-Frankiwsk
- 2018: Prykarpattia-Tepłowyk Iwano-Frankiwsk (ukr. ФК «Прикарпаття-Тепловик» Івано-Франківськ)

Klub piłkarski Tepłowyk został założony w Iwano-Frankiwsku w roku 1998. Założycielem oraz głównym sponsorem klubu jest komunalne przedsiębiorstwo miasta "Tepłokomunenergo" (TKE). Przez dwa sezony (1998 i 1999) zespół startował w mistrzostwach obwodowych pod egidą Rady Krajowej Towarzystwa Sportowego "Ukraina" i zostawał za każdym razem zwycięzcą tego turnieju. Od 2000 roku występował w rozgrywkach Mistrzostw (w najwyższej klasie) oraz Pucharu obwodu iwanofrankiwskiego. W 2000 roku na potrzeby klubu przekazano opuszczony stadion miejski "Lokomotyw", który został odnowiony przez przedsiębiorstwo i otrzymał nazwę "Hirka".
W 2003 klub debiutował w Amatorskich Mistrzostwach Ukrainy, a w 2004 i 2011 startował w rozgrywkach Amatorskiego Pucharu Ukrainy.
W latach 2012–2013 występował w mistrzostwach obwodu iwanofrankowskiego jako zjednoczona drużyna Nika-Tepłowyk. W 2014 fuzja z Niką Iwano-Frankiwsk została anulowana, po czym klub wrócił do nazwy Tepłowyk i rozpoczął sezon w drugiej lidze mistrzostw obwodu iwanofrankowskiego. W 2015 do struktury klubu została przyjęta Szkoła Sportowa nr 3, w związku z czym przyjął nazwę Tepłowyk-DJuSSz-3.
Wiosną 2016 roku klub po raz drugi startował w mistrzostwach Ukrainy wśród amatorów pod nazwą Tepłowyk-Prykarpattia i jednocześnie grał pod nazwą Tepłowyk-DJuSSz-3 w mistrzostwach obwodu iwanofrankowskiego.
W lipcu 2016 roku miejski klub piłkarski Tepłowyk oddzielił się od Tepłowyk-DJuSSz-3 i jako Tepłowyk-Prykarpattia zgłosił się do rozgrywek w Drugiej Lidze, otrzymując status profesjonalny.
W tym samym czasie Tepłowyk-DJuSSz-3 nadal kontynuował grę w mistrzostwach obwodu.
Latem 2018 roku klub zmienił nazwę na Prykarpattia-Tepłowyk, stając się farm-klubem Prykarpattia.
W sezonie 2020/21 po raz trzeci startował w mistrzostwach Ukrainy wśród amatorów.

## Barwy klubowe, strój, herb, hymn
|  |  |

Klub ma barwy zielono-żółte. Zawodnicy domowe spotkania zazwyczaj grają w zielonych koszulkach, zielonych spodenkach oraz zielonych getrach.

## Sukcesy

### Trofea międzynarodowe
Do chwili obecnej klub jeszcze nigdy nie zakwalifikował się do rozgrywek europejskich.

### Trofea krajowe
| \| \| Zdobyte trofea w rozgrywkach Ukrainy (stan na: 31-05-2021) \| |                                                            |      |          |
| Rozgrywki                                                           | Osiągnięcie                                                | Razy | Sezon(y) |
| · Mistrzostwo                                                       | I miejsce                                                  | 0    |          |
| · Mistrzostwo                                                       | II miejsce                                                 | 0    |          |
| · Mistrzostwo                                                       | III miejsce                                                | 0    |          |
| Puchar                                                              | zdobywca                                                   | 0    |          |
| Puchar                                                              | finalista                                                  | 0    |          |
| II liga                                                             | I miejsce                                                  | 0    |          |
| II liga                                                             | II miejsce                                                 | 0    |          |
| II liga                                                             | III miejsce                                                | 0    |          |
| Ukraina                                                             | Zdobyte trofea w rozgrywkach Ukrainy (stan na: 31-05-2021) |      |          |

- Amatorskie Mistrzostwa Ukrainy:
  - 4. miejsce w grupie (1x): 2016
- Mistrzostwo obwodu iwanofrankowskiego:
  - mistrz (1x): 2002
  - wicemistrz (4x): 2003, 2005, 2006, 2010
  - brązowy medalista (4x): 2000, 2004, 2009, 2011
- Puchar obwodu iwanofrankowskiego:
  - zdobywca (2x): 2003, 2004
  - finalista (1x): 2010
- Superpuchar obwodu iwanofrankowskiego:
  - zdobywca (1x): 2003
  - finalista (2x): 2002, 2004

### Inne trofea
- Memoriał Myrosława Dumanskiego:
  - zwycięzca (1x): 2006
- Puchar Podgórza:
  - zdobywca(1x): 2003

## Poszczególne sezony

### Rozgrywki międzynarodowe

#### Europejskie puchary
Nie uczestniczył w rozgrywkach o Puchary europejskie.

### Rozgrywki krajowe
| \| Ukraina \| Bilans występów klubu w rozgrywkach piłkarskich Ukrainy (Stan na 31 maja 2021 r.) \| \| |                                                                                   |        |       |   |   |   |    |    |     |                     |        |        |      |
| Poziom                                                                                                | Rozgrywki                                                                         | Sezony | Mecze | Z | R | P | B+ | B– | Pkt | Lata                | Awanse | Spadki | Naj. |
| I | Premier-liha                                                                      | 0      | 0     | 0 | 0 | 0 | 0  | 0  | 0   |                     | 0      | 0      |      |
| II | Persza liha                                                                       | 0      | 0     | 0 | 0 | 0 | 0  | 0  | 0   |                     | 0      | 0      |      |
| III                                                                                                   | Druha liha                                                                        | 0      | 0     | 0 | 0 | 0 | 0  | 0  | 0   |                     | 0      | 0      |      |
| IV | Amatorska liha                                                                    | 3      | 0     | 0 | 0 | 0 | 0  | 0  | 0   | 2003, 2016, 2021/22 | 0      | 0      | 4    |
| | Puchar Ukrainy                                                                    | 0      |       |   |   |   |    |    |     |                     | 0      | 0      |      |
| Ukraina                                                                                               | Bilans występów klubu w rozgrywkach piłkarskich Ukrainy (Stan na 31 maja 2021 r.) |        |       |   |   |   |    |    |     |                     |        |        |      |

## Piłkarze, trenerzy, prezydenci i właściciele klubu

### Piłkarze

#### Znani piłkarzy
- Orest Dorosz
- Wasyl Jacurak
- Andrij Nesteruk
- Anatolij Reduszko
- Petro Rusak
- Ołeh Rypan
- Andrij Sokołenko
- Jurij Szulatycki
- Jarosław Watamaniuk
- Zinowij Wasyliw

### Trenerzy
...
- 200?–2002:  Wasyl Humeniak
- 2003–2007:  Serhij Turianski
- 2008:  Jarosław Welanyk
- 2008–2011:  Mykoła Wasylkiw
- 2012–2013:  Serhij Ptasznyk
- 2014–201?:  Stepan Dziunyk
- 201?–04.2021:  Wasyl Jacurak
- 03.05.2021–31.07.2021:  Serhij Ptasznyk
- 01.08.2021–...:  Wiktor Danyszczuk

### Prezydenci
- 17.03.2000–22.06.2016: Wołodymyr Roszniwski
- 22.06.2016–...: Wasyl Olszanecki

## Struktura klubu

### Stadion
Klub piłkarski rozgrywa swoje mecze domowe na stadionie Górka w Iwano-Frankiwsku, który może pomieścić 2400 widzów.

### Inne sekcje
Klub prowadzi drużyny dla dzieci i młodzieży w każdym wieku.

### Sponsorzy
Sponsorem głównym JEST komunalne przedsiębiorstwo miasta "Tepłokomunenergo" (TKE).

## Kibice i rywalizacja z innymi klubami

### Derby
- Nika Iwano-Frankiwsk
- Chutrowyk Tyśmienica
- Urahan Czernijów